# Фисенко, Владимир Петрович
Владимир Петрович Фисенко (род. 1 января 1946) — российский фармаколог, доктор медицинских наук, профессор, членкор РАМН (1997), академик РАМН (2005), академик РАН (2013), Заслуженный деятель науки Российской Федерации, главный редактор журнала «Экспериментальная и клиническая фармакология».

## Биография
Окончил с отличием лечебный факультет 1-го Московского медицинского института им. И. М. Сеченова (1968). Обучался в аспирантуре на кафедре фармакологии лечебного факультета. Ученик академика Д. A. Харкевича. Защитил кандидатскую диссертацию в 1971 году и докторскую ― в 1986 году.
C 1970 г. в альма-матер: первоначально ассистент, с 1975 г. доцент, с 1987 г. профессор, с 1998 года по настоящее время — заведующий кафедрой фармакологии лечебного факультета Первого Московского государственного медицинского университета имени И. М. Сеченова, одновременно в 1992—1998 гг. его проректор, а в 1988—1992 гг. возглавлял деканат по работе с иностранными обучающимися.
C 1999 года являлся генеральным директором Научного центра экспертизы и государственного контроля лекарственных средств (НЦЭГК), созданного на основе Института доклинической и клинической экспертизы лекарственных средств и других учреждений. В 1995—2002 гг. и в 2002—2014 гг. был председателем Фармакологического комитета Минздрава России. Врач-клинический фармаколог высшей квалификационной категории. Внес значительный вклад в совершенствование контрольно-разрешительной системы в Российской Федерации.
Подготовил 9 докторов и 18 кандидатов наук.
Опубликовал более 500 научных работ, в том числе ряд монографий, руководств, учебных пособий, справочников, отраслевых стандартов.

## Награды
Награждён орденом Дружбы (1998), медалями, почётным знаком «Отличник здравоохранения». Медаль «За заслуги перед отечественным здравоохранением», Почетные грамоты (2) Минздрава России. Лауреат премии Ленинского комсомола (1974). Медаль А. А. Лихачева.